# آنتونی روسی
آنتونی روسی (انگلیسی: Anthony T. Rossi; ۱۳ سپتامبر ۱۹۰۰ – ۲۴ ژانویهٔ ۱۹۹۳) کارآفرین اهل ایالات متحده آمریکا بود، که در سال ۱۹۴۷ شرکت صنایع غذایی تروپیکانا را تأسیس کرد.